# Río Achibueno
El río Achibueno es un curso natural de agua en Chile que nace en la laguna Achibueno y fluye a través de la Región del Maule con dirección general oeste hasta desembocar en el río Loncomilla.

## Trayecto
El Achibueno nace de la laguna homónima, situada al pie oriental del Nevado de Longaví. El curso superior del río se desarrolla al occidente del cordón Melado, cercado por elevadas montañas andinas. En esta primera parte de su curso, el río recibe, especialmente por su ribera derecha, varios torrentes que descienden de los macizos andinos que lo flanquean (uno de los más notables es el Nevado de Longaví). 
Desde la laguna del Achibueno el río cae en una cascada al sector conocido como el "Bajo de las Lástimas" (por estar a los pies de un escarpado sendero en roca donde el tránsito de ganado hacia las veranadas es muy arriesgado), hasta cerca del poblado de Pejerrey, el lugar conserva bosques que son una transición hacía los que se encuentran más al sur del país, con especies como el Roble (Nothofagus glauca), Arrayán (Luma apiculata), Coigue (Nothofagus dombeyi), entre otras. La ausencia de caminos vehiculares más arriba de la confluencia con el estero "Las Animas", hace que este valle sea un paisaje único, donde un sendero bordea el río de agua cristalina entre bosques y montañas. 
Más hacia el occidente, el río recibe los aportes del Río Ancoa, en un punto cercano a la Ruta Panamericana (Ruta CH-5 Sur), ubicado a pocos kilómetros al suroeste de la ciudad de Linares. Cerca de esa zona se encuentra su imponente puente ferroviario. El Achibueno es el afluente más importante de la ribera derecha del Loncomilla.
En una parte de su recorrido, forma el límite entre las comunas de Linares y Longaví.

## Caudal y régimen
Para la subcuenca del río Loncomilla, a la cual pertenecen los ríos Perquilauquén, Cauquenes, Purapel, Longaví, Achibueno, Ancoa, Putagán y el estero Curipeumo, el informe de la Dirección General de Aguas consigna un régimen pluvial con importantes crecidas en meses de invierno y bajos en verano. En años húmedos los mayores caudales se dan entre los meses de mayo y julio, resultado de las lluvias invernales. En años secos los caudales no muestran grandes variaciones, produciéndose sus máximos en los meses de invierno, salvo en la estación Ancoa en el Morro, que muestra sus mayores caudales para años secos en primavera. El período de menores caudales se observa en el trimestre dado por los meses de enero, febrero y marzo, debido a la ausencia de lluvias.: 71 

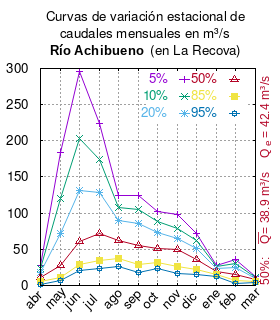
Curvas de variación estacional del río Achibueno en la Recova.

El caudal del río (en un lugar fijo) varía en el tiempo, por lo que existen varias formas de representarlo. Una de ellas son las curvas de variación estacional que, tras largos periodos de mediciones, predicen estadísticamente el caudal mínimo que lleva el río con una probabilidad dada, llamada probabilidad de excedencia. La curva de color rojo ocre (con {\displaystyle {\color {Red}\vartriangle }}) muestra los caudales mensuales con probabilidad de excedencia de un 50%. Esto quiere decir que en ese mes se han medido igual cantidad de caudales mayores que caudales menores a esa cantidad. Eso es la mediana, que se denota Qe, de la serie de caudales de ese mes. La media es el promedio matemático de los caudales de ese mes y se denota {\displaystyle {\overline {Q}}}. 
Una vez calculados para cada mes, ambos valores son calculados para todo el año y pueden ser leídos en la columna vertical al lado derecho del diagrama. El significado de la probabilidad de excedencia del 5% es que, estadísticamente, el caudal es mayor solo una vez cada 20 años, el de 10% una vez cada 10 años, el de 20% una vez cada 5 años, el de 85% quince veces cada 16 años y la de 95% diecisiete veces cada 18 años. Dicho de otra forma, el 5% es el caudal de años extremadamente lluviosos, el 95% es el caudal de años extremadamente secos. De la estación de las crecidas puede deducirse si el caudal depende de las lluvias (mayo-julio) o del derretimiento de las nieves (septiembre-enero).

## Historia
Su nombre ha sido escrito de diferentes maneras: Achihuenu, Achihueno, Archibueno, Archihuenu.: 3 
Francisco Solano Asta-Buruaga y Cienfuegos escribió en 1899 en su obra Diccionario Geográfico de la República de Chile sobre el río:
Achihueno.—Río del departamento de Linares. Se forma de varios derrames de la falda noroeste del pico nevoso de Longaví y de otros arroyos, que nacen de la sierra secundaria de los Andes, y enlazan con ese monte por el lado boreal. De allí corre hacia el NO., pasando á unos seis kilómetros al S. de la ciudad de Linares, y va á echarse en la derecha del Loncomilla por la inmediación del cerro de Maica. Su curso moderadamente rápido, pasa de 90 kilómetros, llevando en circunstancias ordinarias un regular caudal, pero que lo hace esguazable en muchas partes: sólo tiene puente, donde lo atraviesa el ferrocarril central al sur. Sus riberas son abiertas y planas, y de bastante cultivo, desde su salida de las últimas faldas de los Andes hasta su término. Su principal afluente es el riachuelo de Ancoa. El nombre es alteración de anchy, sol, y huenu, arriba.

## Población y economía
En el santuario de la naturaleza del Cajón del río Achibueno crecen bosques nativos con una alta diversidad de especies, baja densidad de población humana y se caracteriza por una gran variedad de ambientes con aguas profundas (pozones), zonas de rápidos y planicies litorales. La zona es apreciada por los linarenses como una zona importante para la conservación de la biodiversidad del centro-sur de Chile. En 2015 fue declarada como Santuario de la Naturaleza.